# 韦斯特豪森 (巴登-符腾堡州)
韦斯特豪森（德語：Westhausen，發音：[ˈvɛstˌhaʊzn̩]）是德国巴登-符腾堡州斯图加特行政区奥斯特阿尔布县的市镇，总面积38.46平方千米，2023年12月31日总人口为6,249人。